# Калитовський Іван Теодорович
Калитовський Іван Теодорович (1 липня 1922 р., с. Балинці, тепер Снятинського району Івано-Франківської обл. — 5 лютого 1986 р., м. Винники) — відомий лікар, громадський діяч.

## Родина
Його дід Василь Калитовський був священиком, бабуся Євгенія Калитовська дочка священика Кирила Гаморака, рідна сестра Ольги — дружини Василя Стефаника. Український письменник Василь Стефаник часто відвідував родину Гамораків і Калитовських в с. Трійця.
Батько Івана Олег-Теодор після закінчення Коломийської цісарсько-королівської гімназії в 1905 р. вчився в Чернівецькому університеті на природничому факультеті і мав право викладати природу і фізику.
В 1914 p., коли почалась І світова війна був мобілізований, в складі легіону Українських Січових Стрільців брав участь в боях у Карпатах, дістав поранення. Після одужання в 1916 р. разом з сотником Д. Вітовським та групою старшин осіли в м. Ковелі на Волині. УСС мандрували по селах Волині, як апостоли, будили переляканих селян, та пропагували ідею української соборності. (До І світової Волинь перебувала в складі Російської імперії), навчання в школах проводилось російською.
Пізніше їм було дозволено закладати на Волині українські школи. За допомогою УСС комісаріати заснували близько 50 шкіл.
У 1919 р. влаштувався на роботу викладача математики, фізики і природничих наук в Коломийській гімназії та міських школах.
Тоді ж одружився з Марією Демчук і проживав разом з батьком в с. Балинці

## Біографія
В 1935 р. сім'я Калитовських переїхала до Коломиї. Іван вчився в Коломийській гімназії і закінчив навчання в 1939 р. Коли більшовики «визволили» Західну Україну — то не признали атестату польської влади про середню освіту, довелося ще рік вчитися в шведській школі в 10 класі.
Під час німецької окупації родина переїхала в село і І.Калитовський працював на ремонті доріг.
При відступі німців Калитовські переїхали в Німеччину, через кілька років — в США. Похоронені на цвинтарі в Детройті. Батьки довго не знали, що сталося з Іваном, шукали його через Червоний хрест, хтось з Польщі повідомив їх, що Іван у Львові. Після смерті Сталіна надходили від них листи. Дуже хотіли повернутися, але через політичну ситуацію в Україні боялися зашкодити родині сина.
У 1946 р. І.Калитовський поступив у Львівський університет. Під час навчання у І семестрі перевівся в медінститут на лікувальний факультет, який закінчив в 1951 р. Семен Стефаник, син письменника Василя Стефаника, працював головою Львівського облвиконкому і допомагав І. Калитовському матеріально, перший рік Іван жив у Стефаників, пізніше перейшов до гуртожитку.
Завдяки Стефаникові Іван Калитовський одержав посаду хірурга у Винниках, а також квартиру, одружився в 1955 р. з лікаркою Теофанією Гордіюк. В 1956 р. народився син Олег, в 1962 р.- син Роман. Хрещений батько Олега — академік Володимир Грабовецький.
Після тяжкої нетривалої хвороби Іван Калитовський помер 5 лютого 1986 р. Похований на цвинтарі у Винниках.